# RAF Cottesmore
RAF Cottesmore (engelska: Royal Air Force Station Cottesmore) är en flygplats i Storbritannien.   Den ligger i grevskapet District of Rutland och riksdelen England, i den sydöstra delen av landet, 140 km norr om huvudstaden London. RAF Cottesmore ligger 140 meter över havet.
Terrängen runt RAF Cottesmore är huvudsakligen platt. RAF Cottesmore ligger uppe på en höjd. Runt RAF Cottesmore är det ganska tätbefolkat, med 90 invånare per kvadratkilometer. Närmaste större samhälle är Grantham, 19,5 km norr om RAF Cottesmore. Trakten runt RAF Cottesmore består till största delen av jordbruksmark.